# And in the Beginning...
And in the Beginning... es el estreno de la serie de televisión de misterio y drama criminal estadounidense Dexter: Pecado original, precuela de Dexter y Dexter: New Blood. El episodio fue escrito por el creador de la serie Clyde Phillips y dirigido por el productor ejecutivo Michael Lehmann. Se estrenó a través de Paramount+ con Showtime el 13 de diciembre de 2024 y se emitió por Showtime dos días después.
La historia marco del episodio retoma desde «Sins of the Father», el final de Dexter: New Blood, donde después de recibir un disparo de su hijo Harrison, Dexter Morgan (Michael C. Hall) es llevado por la policía a un hospital y revivido por los médicos después de sufrir una crisis cardíaca, con lo que su «vida pasa ante [sus] ojos» hasta cuando comenzó a trabajar como analista forense de salpicaduras de sangre en el Departamento de Policía Metropolitana de Miami, la serie explora al joven Dexter (Patrick Gibson) y sus conflictos internos, donde comenzó sus días como asesino en serie.
El estreno de la serie recibió reseñas mixtas por parte de los críticos. Aunque Patrick Gibson recibió elogios por su actuación como Dexter, el episodio fue criticado por su falta de originalidad y escritura.

## Trama
En diciembre de 2021, después de recibir un disparo de su hijo, Dexter Morgan (Michael C. Hall), gravemente herido pero aún con vida, es llevado por la policía a un hospital. Inicialmente su estado es plano después de la cirugía, pero los médicos logran reanimarlo. Mientras la cámara sale del hospital, Dexter narra: «Realmente es como dicen. Tu vida pasa ante tus ojos». La escena pasa a un hospital el 1 de febrero de 1971, donde Laura Moser (Brittany Allen) da a luz a Dexter.
En 1991, un joven Dexter (Patrick Gibson) es un estudiante de pre-medicina en la Universidad de Miami a punto de graduarse. Para un trabajo, disecciona un cadáver. Mientras sus compañeros de clase se burlan de él por su fascinación por el cuerpo, su profesor lo elogia por permanecer impasible. Mientras cena con su padre adoptivo, Harry (Christian Slater), Dexter explica que cortar cadáveres no le da satisfacción, pero Harry le pide que se apegue a su plan, donde Dexter eventualmente irá a la escuela de medicina y luego a la residencia para controlar sus «impulsos». Por insistencia de Harry, Dexter es llevado por su hermana Debra (Molly Brown) a una fiesta de fraternidad. Dexter descubre que un chico está intentando violar a Debra, borracha y desmayada, y lo golpea brutalmente. Antes de que pueda agarrar un cuchillo, Debra lo detiene y ambos son expulsados. Dexter explica las intenciones del chico y Debra lo acepta, mientras Dexter se gana el respeto por proteger a su hermana.
Cuando sus viajes de caza no satisfacen sus impulsos, Dexter le pide a Harry que le permita usar el Código para matar a alguien, pero él se niega rotundamente. Mientras Dexter explica el incidente de la fiesta, Harry se derrumba y Dexter lo lleva rápidamente al hospital. A Harry le diagnostican un infarto de miocardio sin elevación del segmento ST, resultado de su constante tabaquismo. A pesar de que le dijeron que le permitirían regresar a casa en una semana, la condición de Harry empeora. Al investigar, Dexter concluye que la cuidadora de Harry, la enfermera Mary (Tanya Clarke), lo está envenenando con inyecciones, lo que ha hecho con otros pacientes. Revisa su oficina y descubre que ella guarda los obituarios de sus víctimas como trofeos, y confirma que sus inyecciones contienen altos niveles de nitrato de potasio. Dexter le revela esto a Harry y evita que Mary le inyecte. Al darse cuenta de que no puede salvarla, Harry le dice que «la detenga», deleitando a Dexter. Un flashback revela que Harry y su esposa Doris tuvieron un hijo, quien se ahogó accidentalmente en su piscina en 1973, dejándoles devastados.
En la casa de Mary, Dexter construye su primera sala de exterminio, cubriendo las paredes y los muebles con láminas de plástico. Cuando ella llega, ellos luchan, pero él finalmente la somete. Ella se despierta atada a la mesa de matar, y él la confronta por matar a varias personas. Él la apuñala, convirtiéndola en su primera víctima. Él guarda sus pendientes como trofeos y lleva su cadáver al pantano de la carretera interestatal 75, donde los caimanes se lo comen. Cuando llega a casa por la mañana, Dexter se encuentra con los compañeros de trabajo de Harry de Miami Metro: el capitán Aaron Spencer (Patrick Dempsey), la jefa de CSI Tanya Martin (Sarah Michelle Gellar), el especialista forense Vince Masuka (Alex Shimizu), el detective Angel Batista (James Martinez) y el detective Bobby Watt (Reno Wilson). Impresionada por su trabajo en un caso de asesino en serie, Tanya le ofrece una pasantía remunerada en Miami Metro. iDespués ide isu igraduación, Dexter visita a Harry, quien se encuentra en recuperación y se muda en silla de ruedas. Esa noche, Harry le pregunta a Dexter sobre el asesinato, y Dexter dice que «se sintió bien». Cuando Dexter se va, Harry llora, en conflicto con la naturaleza de su hijo. Al día siguiente, Harry lleva a Dexter a Miami Metro, donde Dexter se instala con Masuka y Tanya.

## Producción

### Desarrollo
El episodio fue escrito por el creador de la serie Clyde Phillips y dirigido por el productor ejecutivo Michael Lehmann.

### Guion
La escena de apertura revela que Dexter Morgan en realidad sobrevivió a los eventos de Dexter: New Blood, a pesar de que Clyde Phillips declaró previamente que había muerto y que el personaje «bajo ninguna circunstancia» regresaría. Phillips explicó que la recepción negativa del fandom al episodio le hizo considerar cambiarlo, y Michael C. Hall lo convenció de que podía seguir interpretando a Dexter si encontraba una manera de que el personaje sobreviviera. Phillips también ofreció una explicación detrás de su supervivencia: «si a Dexter le hubieran disparado en un día de verano, habría muerto. Pero le dispararon a una temperatura de cero grados, en la nieve. No se desangró y pudieron salvarlo. Así fue como pudimos resucitarlo.
El episodio aborda el primer asesinato de Dexter, que se vio previamente en flashbacks en «Popping Cherry». Phillips dijo que era importante volver a analizarlo: «Necesitábamos permanecer en su cabeza y verlo enfrentar tentaciones como la pelea en la fraternidad. Necesitamos ver cómo el impulso es demasiado grande».
El episodio revela que Harry y Doris tuvieron un hijo antes de Dexter y Debra, quien murió después de ahogarse en una piscina. Christian Slater comentó: «Creo que la tragedia sería algo de lo que no se podría recuperar. Y creo que motiva muchas de sus decisiones con Dexter, decisiones con Deb... A medida que avanzamos de un episodio a otro, fue realmente interesante seguir las decisiones que toma y algunos de los errores que cometió, y es difícil predecir el futuro. Estás tratando de hacer una cosa y luego sucede esto. No puedes planificar todo, pero creo que todos esos elementos y aspectos ciertamente llevaron a Harry a convertirse en quien termina expresando su amor incondicional por Dexter».

## Recepción
"And in the Beginning...» recibió reseñas mixtas por parte de los críticos. Eric Goldman de IGN le dio al episodio un «mediocre» 5 de 10 y escribió en su veredicto: «Dexter: Original Sin comienza con un comienzo difícil, recordándonos que no había mucha necesidad de una precuela sobre Dexter Morgan; mucho de lo que hay en este episodio de estreno ya se había representado o explicado en la serie original. También hay una lucha para superar la vibra de «Dexter Babies» que emiten los nuevos actores que interpretan a la familia y compañeros de trabajo de Dexter, quienes a menudo replican los gestos y las actuaciones de los actores que interpretaron a esos personajes antes. Sin embargo, queda por ver cuál es el arco general de Original Sin y si será lo suficientemente convincente como para mantener el interés durante la temporada. Un buen misterio de asesinato puede superar muchos contratiempos».
Brian Tallerico de The AV Club le dio al episodio una «C-» y escribió: «Para ser justos con este estreno incómodo, la escena final de «And In The Beginning...» se siente como el verdadero comienzo de Dexter: Original Sin . Dexter Morgan llega a su primer día de trabajo en el Departamento de Policía de Miami, listo para ayudar a resolver casos de una manera que satisfaga a su psicópata vengativo interior. Y Gibson cobra vida un poco en esta escena, como si finalmente se estuviera convirtiendo en el Dexter que conocemos después de salvar a su padre y a su hermana, sacar a un asesino de las calles y encontrar el trabajo de sus sueños».
Louis Peitzman de Vulture le dio al episodio una calificación de 4 estrellas de 5 y escribió: «En lo que respecta a las extensiones de marca desvergonzadas, esta serie se siente mayormente inofensiva, y ha tenido un comienzo lo suficientemente prometedor como para que podamos pasar por alto la desesperación con la que Showtime está decidido a exprimir la vida de esta franquicia. En una era de propiedad intelectual infinita, Dexter: Original Sin es al menos entretenido, y eso es más de lo que se puede decir de innumerables otros intentos recientes de ganar dinero».
Alex McLevy de Episodic Medium escribió: «Este fue un mal episodio y un comienzo torpe para Dexter: Original Sin, pero también posiblemente (¿con suerte?) una admisión de que a la serie no le importa nada de esta construcción del mundo, porque en el fondo de sus corazones, Phillips y compañía saben que no lo necesitamos». Mads Misasi de Telltale TV le dio al episodio una calificación perfecta de 5 estrellas de 5 y escribió: «Cuando un personaje ya ha sido establecido, continuar la franquicia con una secuela o una precuela se vuelve abrumador. Los creadores tienen que estar seguros de que las diferentes versiones de estos personajes aún se alinean, y hasta ahora, Dexter: Original Sin Temporada 1 Episodio 1, «And In The Beginning…» lo hace perfectamente».
Greg MacArthur de Screen Rant escribió: «Un estreno de dos episodios de Dexter: Original Sin podría haber sido la mejor opción para Paramount. Con nueve episodios restantes, es demasiado pronto para decir cómo resultará la precuela, pero lo que está claro es que la serie se encuentra en una encrucijada crucial incluso después de un episodio. Algunos momentos funcionan muy bien con el ágil baile entre los gestos de Gibson y el humor clásico y seco de Hall. Si Dexter: Original Sin nos da más de esta combinación asesina de Gibson y Hall, podría salvar fácilmente su comienzo vacilante». Lisa Babick de TV Fanatic le dio al episodio una calificación perfecta de 5 estrellas de 5 y escribió: «En general, fue un estreno bien escrito y bien actuado, y no puedo esperar a ver a dónde nos lleva el próximo episodio».